# 辛安泉镇
辛安泉镇，是中华人民共和国山西省长治市潞城区下辖的一个乡镇级行政单位。

## 行政区划
辛安泉镇下辖以下地区：
石梁村、续村、南马村、常村、上村、曹庄村、南马庄村、西坡底村、五里坡村、西流北村、西流南村、南流村、潞河村、古城村和茶棚村。